# Malcolm Howard

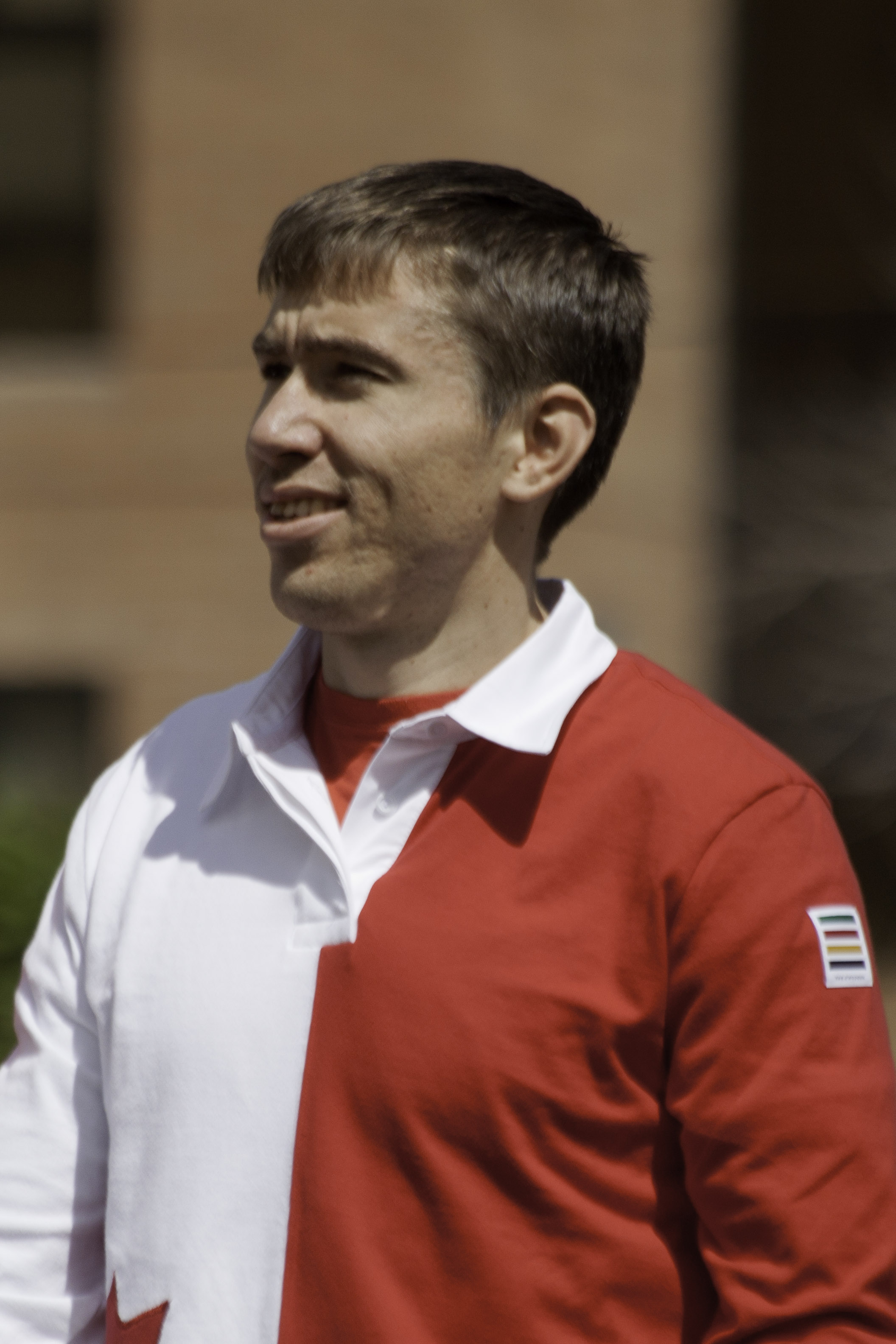
Malcolm Howard, 2014

Malcolm Howard (* 7. Februar 1983 in Victoria, British Columbia) ist ein ehemaliger kanadischer Ruderer, der 2008 olympisches Gold im Achter gewann.
Howard trat von 1999 bis 2001 dreimal bei den Junioren-Weltmeisterschaften an, 2001 gewann er im Vierer ohne Steuermann eine Bronzemedaille. 2003 siegte er mit dem kanadischen Achter bei der U23-Weltregatta und 2004 trat er bei den Weltmeisterschaften im Vierer mit Steuermann an und erhielt eine Silbermedaille. 2005 startete er zusammen mit Chris Jarvis im Zweier ohne Steuermann und belegte den vierten Platz bei den Weltmeisterschaften. 2006 wechselte Kevin Light zu ihm ins Boot, der mit ihm zusammen die Bronzemedaille bei den Weltmeisterschaften in Eton gewann. 2007 wechselten beide in den Achter, der die Weltcupregatten in Linz und Luzern gewann und auch bei den Ruder-Weltmeisterschaften 2007 in München den Titel erkämpfte. 2008 siegte der Achter erneut in Luzern. Bei den Olympischen Spielen 2008 in Peking gewann der kanadische Achter Gold in der Besetzung Andrew Byrnes, Kyle Hamilton, Malcolm Howard, Adam Kreek, Kevin Light, Ben Rutledge, Dominic Seiterle, Jake Wetzel und Steuermann Brian Price. 2009 belegte der kanadische Achter beim Weltcup in Luzern und bei den Weltmeisterschaften in Posen den zweiten Platz hinter dem Deutschland-Achter. 2010 wechselte Malcolm Howard in den Einer und belegte mit dem 6. Platz in München und dem 4. Platz in Luzern vordere Plätze im Weltcup. Bei den Ruder-Weltmeisterschaften 2010 erreichte Howard lediglich das C-Finale und belegte am Ende Platz 17. Nach einem fünften Platz im Einer beim Weltcup 2011 in Luzern wechselte er für die Weltmeisterschaften in Bled zurück in den Achter, mit dem er den dritten Platz belegte. Bei der olympischen Ruderregatta 2012 auf dem Dorney Lake gewann der kanadische Achter Silber hinter dem deutschen Boot.